# 貪食阿根廷綿鳚
貪食阿根廷綿鳚，為輻鰭魚綱鱸形目绵鳚亞目绵鳚科的其中一種，分布於西南大西洋區的福克蘭群島東北部海域，屬深海底棲性魚類，棲息深度在水深550至630公尺，體長可達8.7公分。